# ヘンリー・ウェルズリー (第6代ウェリントン公爵)
第6代ウェリントン公爵ヘンリー・ヴァレリアン・ジョージ・ウェルズリー（Henry Valerian George Wellesley, 6th Duke of Wellington、1912年7月14日 – 1943年9月16日）は、イギリスの貴族、陸軍の軍人。サレルノへの上陸作戦であるアヴァランチ作戦で戦死した。1941年までモーニントン伯爵の儀礼称号を使用した。

## 生涯
第5代ウェリントン公爵アーサー・ウェルズリーと妻リリアン・モード・グレン（Lilian Maud Glen、1946年5月3日没、初代グレンタナー男爵ジョージ・コーツの娘）の息子として、1912年7月14日に生まれた。ストー・スクールで教育を受けた。
1933年10月14日、予備役の少尉としてイギリス陸軍のコールドストリームガーズに入隊した。1935年11月13日にウェリントン公爵連隊に転じ、正規軍の少尉となった。1938年11月13日、中尉に昇進した。1939年2月26日に隊外勤務を命じられ、植民地省配属となった（以降1942年まで配属）。
1939年9月に第二次世界大戦が勃発すると、第2コマンド部隊に配属されて東アフリカ戦線に参戦した。
1941年12月11日に父が死去すると、ウェリントン公爵位を継承した。
1943年9月16日、サレルノへの上陸作戦であるアヴァランチ作戦で戦死、近くの墓地に埋葬された。生涯未婚であり、姉アン・モードがシウダ・ロドリゴ公爵位を、叔父ジェラルドがそれ以外の爵位を継承した。